# Ла-Вульт-сюр-Рон (кантон)
Ла-Вульт-сюр-Рон (фр. La Voulte-sur-Rhône) — кантон во Франции, находится в регионе Рона — Альпы, департамент Ардеш. Входит в состав округа Прива.
Код INSEE кантона — 0831. Всего в кантон Ла-Вульт-сюр-Рон входит 10 коммун, из них главной коммуной является Ла-Вульт-сюр-Рон.

## Коммуны кантона

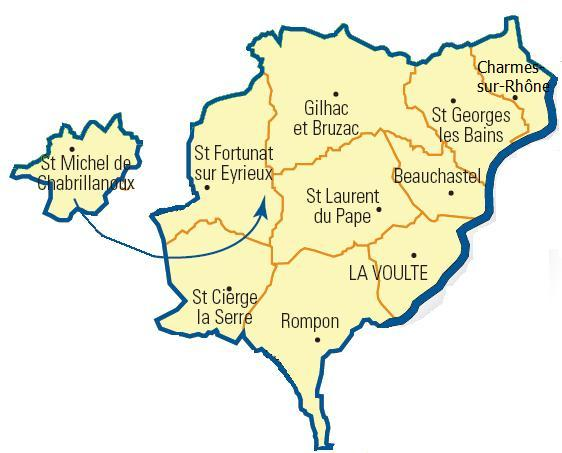
Карта кантона

| Коммуна                 | Население, чел. (2006) | Почтовый индекс | Код INSEE |
| ----------------------- | ---------------------- | --------------- | --------- |
| Бошастель               | 1 565                  | 07800           | 07027     |
| Жильяк-э-Брюзак         | 115                    | 07800           | 07094     |
| Ла-Вульт-сюр-Рон        | 5 168                  | 07800           | 07349     |
| Ромпон                  | 863                    | 07250           | 07198     |
| Сен-Жорж-ле-Бен         | 1 716                  | 07800           | 07240     |
| Сен-Лоран-дю-Пап        | 1 295                  | 07800           | 07261     |
| Сен-Мишель-де-Шабрийану | 270                    | 07360           | 07278     |
| Сен-Сьерж-ла-Сер        | 198                    | 07800           | 07221     |
| Сен-Фортюна-сюр-Эйрьё   | 542                    | 07360           | 07237     |
| Шарм-сюр-Рон            | 2 070                  | 07800           | 07055     |

## Население
Население кантона на 2006 год составляло 14 832 человека.
| 1962   | 1968   | 1975   | 1982   | 1990   | 1999   | 2006   | 2007 | 2008 |
| ------ | ------ | ------ | ------ | ------ | ------ | ------ | ---- | ---- |
| 11 329 | 12 202 | 12 298 | 12 569 | 12 978 | 13 802 | 14 832 | —    | —    |